# Zitácuarói junta

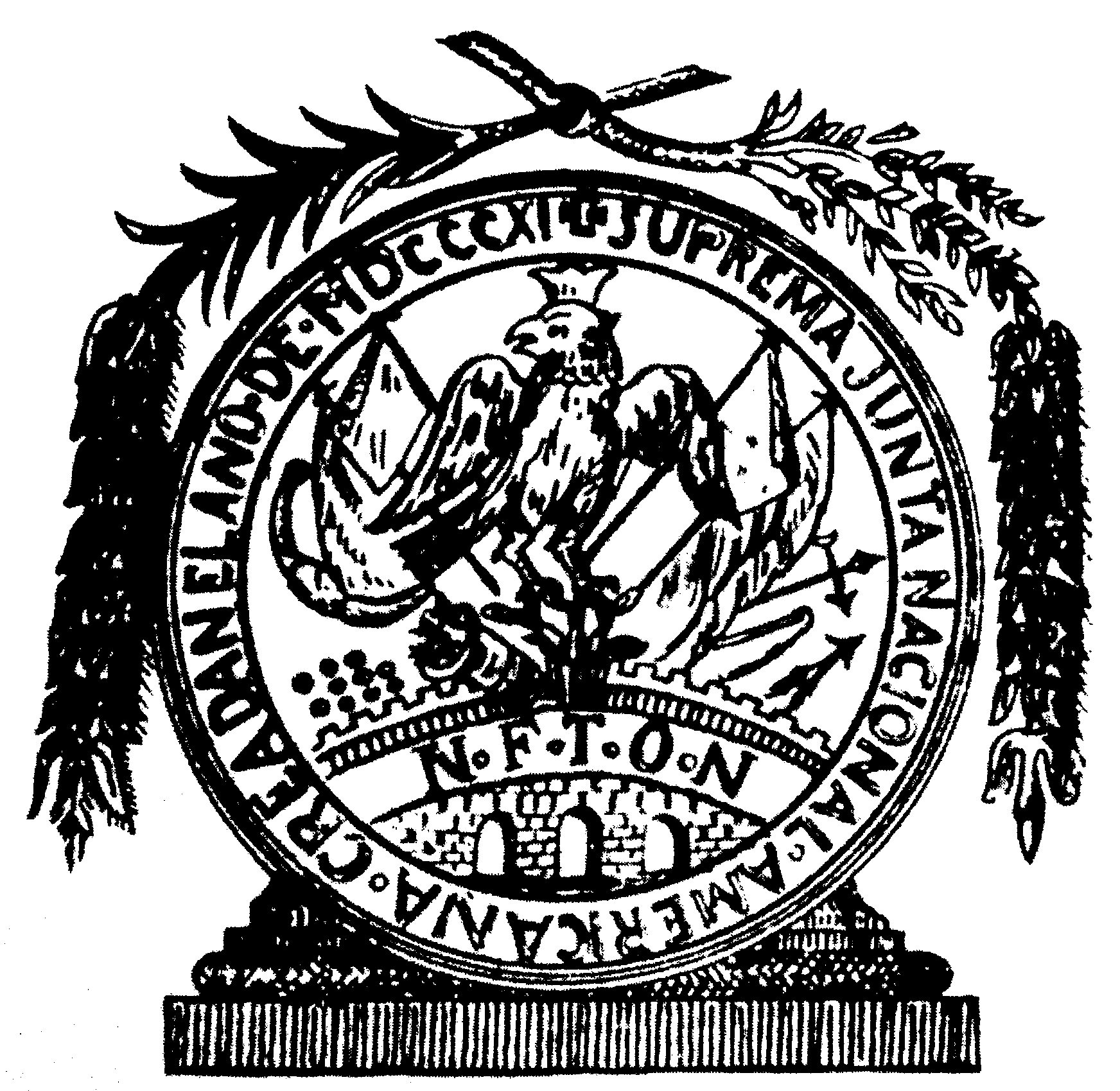
A junta első hivatalos pecsétje

Az 1811. augusztus 19-én Ignacio López Rayón által életre hívott zitácuarói junta (hivatalos nevén: Suprema Junta Nacional Americana, azaz Legfelsőbb Amerikai Nemzeti Junta) a mexikói függetlenségi harcosok egyik első olyan testülete volt, mely egyfajta kormány szerepét próbálta betölteni a felkelők által irányított területeken.

## Története
A 19. század elején az Ibériai-félszigetre betörő francia csapatok ellen harcoló spanyolok több védelmi juntát is alakítottak, melyek hamarosan kormányokká próbáltak válni, például Sevillában, Valenciában és Zaragozában. Ezen a példán fellelkesülve Latin-Amerikában is megjelentek a hasonló szerveződések: Quitóban 1809-ben, Caracasban 1810-ben, Új-Spanyolország területén pedig először 1809-ben Valladolid (ma Morelia) városában próbáltak meg egyfajta összeesküvést szőni a függetlenség hívei, egy évvel később pedig Querétaróban, ám mindegyik titkos gyűlés lelepleződött.
A querétarói összeesküvés lelepleződése után néhány nappal, szeptember 16-án Miguel Hidalgo Dolores városában a Grito de Doloresszel kirobbantotta a függetlenségi háborút, majd november 15-én egy kiáltványban sürgette egyfajta kongresszus összehívását annak érdekében, hogy a felkelők kormányt alakítsanak, törvényeket hozzanak és ezáltal intézményesítsék mozgalmukat. Hidalgo korai halála után José María Morelos és Ignacio López Rayón is továbbvitte ezt a gondolatot.
1811 elején, amikor a felkelő csapatok (még Hidalgóval soraikban) észak felé vonultak vissza, Saltillo mellett szétváltak, és a sereg nagyobbik része Rayón és José María Liceaga vezetésével a déli területek felé vette az irányt. Rayón Félix María Calleja későbbi alkirályhoz intézett egy üzenetet, melyben kifejtette, hogy egy kongresszus vagy junta létrehozását tervezik, amely sértetlenül hagyná VII. Ferdinánd spanyol király jogait, azaz elismerné őt uralkodóul. Calleja azonban válasz helyett elrendelte Rayón elfogását, aki néhány kisebb fegyveres ütközet megvívása után Zitácuaro városába (ma Michoacán állam) vette be magát. A környékről élelmiszert és takarmányt gyűjtetett be, eltorlaszoltatta a városba vezető utakat és árkot ásatott a város köré.

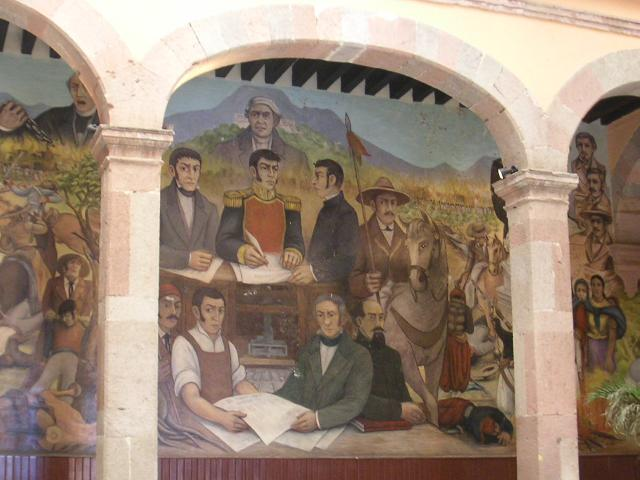
Falfestmény a juntáról a zitácuarói községi palotában

A junta a felkelők vezéreinek augusztus 19-i gyűlésével jött létre. Eredeti tagjai között Rayón (az elnök) és Liceaga mellett ott volt még José María Morelos meghatalmazottjaként José Sixto Verduzco teológus, Tuzantla papja is. A három tag hűséget esküdött VII. Ferdinándnak, néhány nap múlva pedig Morelos is csatlakozott hozzájuk. Céljuknak a kormányzást, az igazságszolgáltatást és a katonai ügyek intézését határozták meg, sőt, pénzügyi reformokat és egy új pénz kiadását is tervezték. Megpróbálták összefogni a néha saját szakállukra tevékenykedő felkelőcsapatokat, és megpróbálták megtiltani a fosztogatást (ennek érdekében például zsoldot ajánlottak a katonáknak). A vezérek többsége elfogadta és elismerte a juntát, ám néhányan nem, köztük Albino García Ramos és a Villagrán-testvérek. A testület összesen mintegy 50 falu fölött rendelkezett, főként Michoacánban és környékén.
A Los Guadalupes nevű csoport hamarosan kapcsolatba lépett Rayónnal, azt tervezve, hogy elrabolják Francisco Xavier Venegas alkirályt, Zitácuaróba szállítják és lemondásra kényszerítik, azonban tervük kudarcba fulladt.

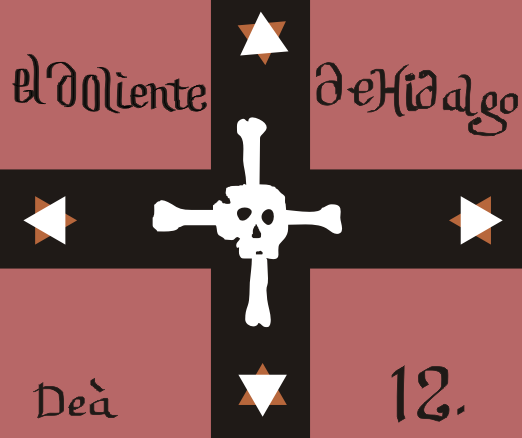
Az El Doliente de Hidalgo, a felkelők zászlaja Zitácuaro ostromakor

Októberben egy Antonio Palafox nevű pap látogatta meg a juntát és megpróbálta meggyőzni Rayónt, hogy szüntesse be tevékenységét. Ő azonban nem hallgatott a papra, ezért Calleja 10 000 pesós vérdíjat tűzött ki Rayón fejére. 1812. január 2-án Calleja csapatai megtámadták és felgyújtották a várost. A várost védő Regimiento de la Muerte (azaz a „Halál Hadserege”) jelképe a híres zászló, az El Doliente de Hidalgo volt, mely nem sokkal ezelőtt jelent meg először. Calleja elfoglalta a várost és a zászlót is megkaparintotta, a junta tagjai elmenekültek.
A menekülők először Tlalchapába, majd Real de Minas de Sultepecbe mentek, ahol folytatták eddigi munkájukat. Itt kezdték kiadni José María Cos segítségével a függetlenségi mozgalom legjelentősebb lapját, az El Ilustrador Nacionalt, később megjelent az El Ilustrador Americano első száma is. Eközben Rayón elkészítette első alkotmánytervezetét, az Elementos de nuestra Constituciónt, mely nagyrészt a cádizi alkotmány és néhány angol törvény mintájára készült, és amely elismerte VII. Ferdinándot uralkodóként. Ez utóbbival Morelos nem értett egyet.
A junta 1812 közepén és 1813 tavaszán is megpróbált segítségért folyamodni az Amerikai Egyesült Államokhoz, azonban követeik nem jutottak el az országba.
Amikor a spanyolok megtámadták Sultepecet, a junta vezetői elváltak. 1812 júliusában úgy döntöttek, négy tartomány négy kapitányaként folytatják: Rayóné lett a keleti tartomány (a mai México állam környéke), Morelosé a déli (a mai Oaxaca, Veracruz és Puebla), Liceagáé az északi (Guanajuato), Verduzcóé pedig a nyugati (Michoacán).
Rayón Tlalpujahuában rendezkedett be, ahol folytatta a sajtótermékek kiadását, fegyvereket gyártatott és embereket toborzott. Verduzco is csapatokat szervezett és a többiek tudta nélkül 1813 januárjában megpróbálta elfoglalni Valladolidot, azonban vereséget szenvedett. Elkeseredésében lemondott junta-tagságáról, később pedig Rayón ellen kezdett harcolni. Liceaga Agustín de Iturbide csapatai által fenyegetve Yuriria felé vonult vissza, majd Salamanca közelében elfogott egy ellenséges hadiszállítmányt, így a felkelők rengeteg új fegyverre tettek szert. A hozzá csatlakozott Cos elkezdte kiadni Gazeta del Gobierno Americano en el Departamento del Norte című lapját. Verduzcónak sikerült meggyőznie Liceagát Rayón-ellenes érveivel, így hamarosan közösen adtak ki egy kiáltványt, melyben Rayónt azzal vádolták, hogy hazaárulóvá vált, mivel egyeduralomra törekedve feladta az eddigi közös célokat. Válaszként 1813. április 7-én Rayón saját kiáltványában bejelentette, hogy felfüggeszti Verduzco és Liceaga junta-beli tagságát.
A belső harcok ezután sem szűntek meg: amikor éppen Surumuacóban húzódtak meg, Liceaga és Verduzco megpróbálta meggyőzni Morelost, hogy ő se ismerje el Rayónt a junta elnökének. Azonban Liceaga és Verduzco között is ellentétek jelentkeztek: előbbi és Manuel Muñiz fellázadt utóbbi ellen, így hamarosan Rayón megbékélt Liceagával. De a juntát már nem tudták helyrehozni, augusztusban Rayón bejelentette a megszűnését.
Hamarosan azonban új, hasonló testület ült össze Chilpancingóban: az anáhuaci kongresszus.